# Milis
Milis (sardinsky: Mìris) je italská obec (comune) v provincii Oristano v regionu Sardinie. Nachází se ve výšce 72 metrů nad mořem a má přibližně 1 400 obyvatel. Rozloha obce je 18,67 km².